# Sankt Johann im Saggautal
Sankt Johann im Saggautal là một đô thị thuộc huyện Leibnitz trong bang Steiermark, nước Áo. Đô thị Sankt Johann im Saggautal có diện tích 26,98 km², dân số cuối năm 2005 là 316 người.